# باش قشلاق (دیواندره)
باش قشلاق (دیواندره)، روستایی از توابع بخش کرفتو شهرستان دیواندره در استان کردستان ایران است.
فاصله تا مرکز سنندج حدود۱۴۰ کلیومتر
فاصله تا تهران ۵۲۰ کیلومتر

## مناطق تاریخی
غار سنمدگان:که در روبروی روستا قرار دارد و به هزاره ی قبل از میلاد قدمت دارد.
مقبرستان روستا:قدمتی به صده های قبل از میلاد

## مناطق دیدنی
رودخانه شالیشل(چه م شالیشل)
ماین بازو
تنگه دره وشکه
کانی به وه ر
ناو دار  خوارو
خوره تاوه گه وره 
سه کانیان

## جمعیت
این روستا در دهستان کانی شیرین قرار دارد و براساس سرشماری مرکز آمار ایران در سال ۱۳۸۵، جمعیت آن ۲۸۴ نفر (۵۸خانوار) بوده‌است.

## مشاهیر
جنابان آقای حسن اقبالی، آقای دکتر خلیل تاخیری، عمر اقبالی،جمشید اقبالی ،ابراهیم خسروی، ماموستا فایق محمدی ،میرزا صدیق خسروی، دکتر آزاد الماسی،میرزا محمدصادقی، حاج سیدعبدالوهاب اسدی، منصورگلباغی و داده انیسه محمدی